# 櫛引清長
櫛引 清長（くしびき きよなが）は、戦国時代から安土桃山時代にかけての武将。南部氏の家臣。陸奥国八戸櫛引城主。

## 略歴
櫛引氏は南部氏の流れを汲む四戸氏の庶流。
天文9年（1540年）、櫛引弥六郎の子として誕生。
天正19年（1591年）、九戸政実が南部信直に背いた際（九戸政実の乱）、政実に与同し近隣の諸城を攻略した。九戸城が降伏すると、九戸政実・七戸家国らと共に斬首された。享年52。

## 登場作品
- 渡辺喜恵子『南部九戸落城』毎日新聞社、1989年8月30日。ISBN 4-620-10394-2。
- 高橋克彦『天を衝く - 秀吉に喧嘩を売った男・九戸政実 上』講談社、2001年10月19日。ISBN 4-06-210881-X。
- 高橋克彦『天を衝く - 秀吉に喧嘩を売った男・九戸政実 下』講談社、2001年10月19日。ISBN 4-06-210882-8。